# موسيس كيبتانوي
موسيس كيبتانوي (بالإنجليزية: Moses Kiptanui) هو عداء مسافات متوسطة وطويلة كيني ولد في يوم 1 أكتوبر 1970، أبرز إنجازاته هو فوزه بالميدالية الفضية في سباق 3000 متر حواجز في دورة الألعاب الأولمبية الصيفية 1996 في أتالانتا، فاز أيضاً بثلاث ميداليات ذهبية في دورات بطولة العالم لألعاب القوى 1991 في طوكيو وبطولة العالم لألعاب القوى 1993 في شتوتغارت وبطولة العالم لألعاب القوى 1995 في غوتنبيرغ، وفاز بالميدالية الفضية في بطولة العالم لألعاب القوى 1997 في أثينا.

## روابط خارجية
- موسيس كيبتانوي على موقع الاتحاد الدولي لألعاب القوى (الإنجليزية)
- موسيس كيبتانوي على موقع أوليمبيديا (الإنجليزية)